# Karl-Anthony Towns
Karl-Anthony Towns Jr. (* 15. November 1995 in Edison, New Jersey) ist ein dominikanisch-US-amerikanischer Basketballspieler, der bei den New York Knicks in der NBA unter Vertrag steht. Der 2,11 Meter große Power Forward / Center wurde von den Minnesota Timberwolves im NBA-Draft 2015 an erster Stelle ausgewählt und spielte bis 2024 für jenen Verein.

## Karriere

### High School und College
Towns wurde als Sohn eines US-Amerikaners und einer Dominikanerin in Piscataway Township geboren. Im Alter von 16 Jahren wurde Towns erstmals von Trainer John Calipari in die Nationalmannschaft der Dominikanischen Republik berufen. Während seiner High-School-Zeit nahm Towns an verschiedenen Jugendwettbewerben teil, darunter den renommierten Nike Hoop Summit, Jordan Brand Classic und dem McDonald’s All-American Game. Nach der High School entschied sich Towns, unter Calipari für die University of Kentucky zu spielen. Nach einem Jahr auf dem College entschied er, sich zur NBA-Draft anzumelden. In seinem ersten und letzten Jahr als Freshman für die Kentucky Wildcats erzielte Towns trotz begrenzter Spielzeit von 21 Minuten pro Spiel einen Durchschnitt von 10,3 Punkten und 6,7 Rebounds. Dafür wurde er zum SEC Freshmen of the Year ausgezeichnet. Sein Team schied im NCAA-Division-I-Basketball-Championship-Turnier jedoch im Final Four aus.

### Minnesota Timberwolves (2015–2024)
Im Vorfeld der NBA-Draft 2015 wurde Towns als Nummer-Eins-Pick gehandelt. Bei der anschließenden Draft wurde Towns von den Minnesota Timberwolves an erster Stelle ausgewählt. In Minnesota traf Towns auf ein junges Team um Andrew Wiggins, Zach LaVine und Ricky Rubio, das im Vorjahr die schwächste Saisonbilanz der Liga aufwies. Towns überzeugte in seinen ersten NBA-Spielen und wurde für den Monat November zum Western Conference Rookie of the Month ausgezeichnet. Selbige Auszeichnung erhielt er auch für die Monate Dezember und Januar. Sein bis dato bestes Spiel hatte er am 5. Dezember 2015 gegen die Portland Trail Blazers, als er 27 Punkte und 12 Rebounds erzielte. Am 29. Januar 2016 erzielte er gegen die Utah Jazz 32 Punkte und 12 Rebounds und war somit der jüngste Spieler seit Kevin Durant, dem ein 30/10-Spiel gelang. Beim NBA All-Star Weekend 2016 durften zum ersten Mal „Bigmen“ bei der NBA All-Star Weekend Skills Challenge an den Start gehen. Towns gewann diese im Finale gegen den Guard Isaiah Thomas.
Als erst siebter Rookie nach Sidney Wicks, 1971–72 Trail Blazers (24,5, 11,5), Larry Bird, 1979–80 Celtics (21,3, 10,4), Ralph Sampson, 1983–84 Rockets (21,0, 11,1), Hakeem Olajuwon, 1984–85 Rockets (20,6, 11,9), Tim Duncan, 1997–98 Spurs (21,1, 11,9) und Blake Griffin, 2010–11 Clippers (22,5, 12,1) startete er in jedem Spiel und erreichte im Durchschnitt mindestens 18 Punkte und 10 Rebounds (18,3, 10,4). Towns wurde folgerichtig und einstimmig zum Rookie of the Year gewählt. Die Timberwolves verpassten in der Spielzeit 2015/16 dennoch die Playoffs. Auch in seinem zweiten Jahr verpasste Towns mit den Wolves die Playoffs, er legte jedoch Karrierebestwerte auf und war der erste Spieler in der NBA-Geschichte, der in einer Saison 2000 Punkte, 1000 Rebounds und 100 Dreipunktwürfe erzielte. Mit 25,1 Punkten pro Spiel führte er die Wolves auch als Scorer an. In seinem dritten NBA-Jahr konnte er die Wolves erstmals nach 13 Jahren in die Playoffs führen. Dort unterlag man dem Favoriten Houston Rockets. Im Sommer 2018 unterschrieb Towns einen 190 Millionen US-Dollar dotierten Fünfjahresvertrag. In der Saison darauf konnten die Wolves die Erwartungen nicht erfüllen und Towns erreichte mit den Wolves nicht die Playoffs.
Durch seine Wahl in das All-NBA Third Team qualifizierte sich Towns ab der Saison 2023/24 für eine Super-max extension im Wert von 35 % der Gehaltskappung dieser Saison.

### New York Knicks (seit 2024)
Im September 2024, wenige Wochen vor dem Start der Saison 2024/25, wurde Towns im Tausch für Julius Randle und Donte DiVincenzo zu den New York Knicks abgegeben.

## NBA-Statistiken

### Reguläre Saison
| Jahr     | Team      | GP  | GS  | MPG  | FG%  | 3P%  | FT%   | RPG  | APG | SPG | BPG | PPG  |
| -------- | --------- | --- | --- | ---- | ---- | ---- | ----- | ---- | --- | --- | --- | ---- |
| 2015–16  | Minnesota | 82  | 82  | 32.0 | .543 | .341 | .811  | 10.5 | 2.0 | 0.7 | 1.7 | 18.3 |
| 2016–17  | Minnesota | 82  | 82  | 37.0 | .542 | .367 | .832  | 12.3 | 2.7 | 0.7 | 1.3 | 25.1 |
| 2017–18  | Minnesota | 82  | 82  | 35.6 | .545 | .421 | .858  | 12.3 | 2.4 | 0.8 | 1.4 | 21.3 |
| 2018–19  | Minnesota | 77  | 77  | 33.1 | .518 | .400 | .836  | 12.4 | 3.4 | 0.9 | 1.6 | 24.4 |
| 2019–20  | Minnesota | 35  | 35  | 33.9 | .508 | .412 | .796  | 10.8 | 4.4 | 0.9 | 1.2 | 26.5 |
| 2020–21  | Minnesota | 50  | 50  | 33.8 | .486 | .387 | .859  | 10.6 | 4.5 | 0.8 | 1.1 | 24.8 |
| 2021–22  | Minnesota | 74  | 74  | 33.5 | .529 | .410 | .822  | 9.8  | 3.6 | 1.0 | 1.1 | 24.6 |
| 2022–23  | Minnesota | 29  | 29  | 33.0 | .495 | .366 | .874  | 8.1  | 4.8 | 0.7 | 0.6 | 20.8 |
| 2023–24  | Minnesota | 62  | 62  | 32.7 | .504 | .416 | .873  | 8.3  | 3.0 | 0.7 | 0.7 | 21.8 |
| 2024–25  | New York  | 72  | 72  | 35.0 | .526 | .420 | .829  | 12.8 | 3.1 | 1.0 | 0.7 | 24.4 |
| Gesamt   | Gesamt    | 645 | 645 | 34.1 | .524 | .400 | .837  | 11.1 | 3.2 | 0.8 | 1.2 | 23.1 |
| All-Star | All-Star  | 4   | 0   | 17.8 | .639 | .292 | 1.000 | 6.8  | 1.8 | 0.3 | 0.0 | 21.8 |

### Play-offs
| Saison  | Team      | GP | GS | MPG  | FG % | 3P % | FT % | RPG  | APG | SPG | BPG | PPG  |
| ------- | --------- | -- | -- | ---- | ---- | ---- | ---- | ---- | --- | --- | --- | ---- |
| 2017–18 | Minnesota | 5  | 5  | 34.0 | .467 | .273 | .739 | 13.4 | 2.2 | 0.4 | 1.0 | 15.2 |
| 2021–22 | Minnesota | 6  | 6  | 37.0 | .488 | .455 | .860 | 10.8 | 2.2 | 0.7 | 2.0 | 21.8 |
| 2022–23 | Minnesota | 5  | 5  | 36.0 | .457 | .250 | .750 | 10.2 | 2.0 | 0.6 | 0.8 | 18.2 |
| 2023–24 | Minnesota | 16 | 16 | 32.6 | .466 | .361 | .855 | 9.0  | 2.6 | 0.8 | 0.2 | 19.1 |
| 2024–25 | Minnesota | 18 | 18 | 35.5 | .488 | .351 | .845 | 11.6 | 1.3 | 0.7 | 0.7 | 21.4 |
| Gesamt  | Gesamt    | 50 | 50 | 34.7 | .476 | .350 | .831 | 10.7 | 2.0 | 0.7 | 0.7 | 19.8 |

## Auszeichnungen
- 3× All-NBA Third Team: 2018, 2022, 2025
- 5× NBA All-Star: 2018, 2019, 2022, 2024, 2025
- 1× Kareem Abdul-Jabbar Social Justice Champion Award: 2024
- Rookie of the Year 2016
- NBA All-Rookie First Team 2016
- NBA Skills Challenge Champion 2016
- NBA Three-Point Shootout Champion 2022

## Film
2019 spielte er in einer Nebenrolle sich selbst in dem Film Was Männer wollen.